# Krister Gabrielsson Oxenstierna
Krister Gabrielsson Oxenstierna till Steninge, född 14 maj 1545 i Estuna församling, Uppland, död 20 februari 1592, var en svensk friherre och riksråd.

## Biografi
Krister Oxenstierna föddes 1545 på Mörby i Estuna socken. Han var son till  riksmarskalken Gabriel Kristiernsson Oxenstierna och Beata Eriksdotter Trolle. Oxenstierna blev 1570 hovjunkare hos kung Johan III och blev 5 augusti 1571 ryttmästare vid adelsfaneregementet. Han blev 21 juni 1573 överstebefallningsman på Gripsholms slott vid konung Erik XIV förvaring. Oxensterian blev hövitsman på Kalmar slott 28 oktober 1575 och arbetade som det fram till 1578. Han blev 1582 lagman i Södermanlands lagsaga och blev 13 juli 1584 ståthållare på Narva slott. Han var ett av de svenska sändebud, som 1585 slöt stilleståndet vid Pliussa med ryssarna. Var 1585 hertig Karl hovråd och 1586 utnämndes han till riksråd, men föll i onåd hos Johan III, eftersom han deltog i rådets föreställningar mot konungen på mötet i Reval 1589. Oxenstierna avled 1592 och begravdes i koret av Mariakyrkan i Sigtuna tillsammans med sin hustru och flera små barn.
Herr Krister fick 1573 fullmakt att förestå kung Erik XIV:s bevakning på Västerås slott

### Familj
Oxenstierna gifte sig 27 december 1575 i Stockholm med friherrinnan Beata Karlsdotter Gera, dotter till riksrådet och lagmannen i Östergötland Karl Holgersson Gera, friherre till Björkvik, och Kristina Bengtsdotter (Färla) till Berghamer. De fick tillsammans barnen Carl Oxenstierna (död 1575), Catharina Oxenstierna (död 1625) som var gift med guvernören Johan De la Gardie, Märta Oxenstierna (död 1613) som var gift med hovjunkaren Axel Knutsson Posse, Christina Oxenstierna som var gift med ryttmästaren Lars Tygesson (Gyllencreutz), Ebba Oxenstierna (död 1615), Elisabet Oxenstierna (död 1648) som var gift med ryttmästaren Conrad Reinholdsson von Yxkull och riksrådet Mattias Soop af Limingo, Christiern Oxenstierna, en dotter (född 1577), en dotter (född 1578), samt fler barn som avled i ung ålder. Beata Karlsdotter Gera avled något av åren 1611–1613 och med henne utdog släkten Gera.